# Rolf Sjödin
Rolf Bertil Sjödin, född 26 februari 1938 i Torshälla, död 10 oktober 1966 i Torshälla, var en svensk målare, tecknare och grafiker.
Han var son till fabrikören Bertil Sjödin och Borghild Boqvist. Efter handelsutbildning var han verksam vid sin faders verkstad samtidigt som han sporadiskt bedrev modellstudier. Han genomförde en studieresa till England och Danmark 1963. Han var en talangfull bildskapare med stora drag av experimenterande läggning och nådde sina bästa resultat med oljemålningar, collage och monotypier. Tillsammans med Rolf Eriksson ställde han ut på Strandgalleriet i Eskilstuna 1963 och samma år deltog han första gången i Eskilstuna konstnärers organisations utställning. Han medverkade i samlingsutställningar arrangerade av Torshälla konstförening, Sörmlandssalongerna i Eskilstuna och Nyköping , Liljevalchs Stockholmssalonger, Nationalmuseums Unga tecknare och i en utställning med Eskilstunakonstnärer i Stavanger. Sjödin är representerad vid Eskilstuna konstmuseum, Södermanlands läns landsting, Nyköpings kommun och Eskilstuna kommun. Han avled efter en olyckshändelse i sin fars företag. Rolf Sjödin är begravd på Nya kyrkogården i Torshälla.    